# Anaglyptus rufobasalis
Anaglyptus rufobasalis är en skalbaggsart som beskrevs av Friedrich F. Tippmann 1955. Anaglyptus rufobasalis ingår i släktet Anaglyptus och familjen långhorningar. Inga underarter finns listade i Catalogue of Life.